# 洒水の滝
洒水の滝（しゃすいのたき）は、神奈川県足柄上郡山北町にある二級河川酒匂川水系滝沢川にある滝で、滝沢川とともに洒水の滝・滝沢川として1985年（昭和60年）名水百選に選ばれるとともに、洒水の滝は日本の滝百選・「かながわの景勝50選」・「かながわ未来遺産100」にも選定されている。「洒水」は身を清める水を意味する密教の語。

## 概要
洒水の滝は三段で、一の滝は69m、二の滝は16m、三の滝は29mの落差。『新編相模国風土記稿』では、「蛇水の滝」と記されており、古来より相模国の最大の滝であった。また、鎌倉時代初期の真言宗の僧文覚が百日間も滝に打たれる荒行を積んだ地としても知られ、付近には文覚が安置したといわれる洒水の滝不動尊を安置する「常実坊（穴不動）」がある。神奈川県道726号矢倉沢山北線から滝近くまで、滝沢川沿いに遊歩道が設けられている。
2004年（平成16年）に立て続けに落石が発生し、ベンチや遊歩道の階段などが損傷したため立ち入り禁止となっていた。
全長118m、226段の遊歩道と地上40mの新たな観瀑台が整備され、2022年（令和4年）4月8日に一般開放を再開した。

## イベント
毎年7月の第4日曜日に「洒水の滝祭り」が開催され、水行、常実坊境内での火祭り、洒水太鼓の演奏が行われる。

## アクセス
- JR御殿場線山北駅下車、徒歩約40分。
- 国道246号樋口橋交差点から県道726号に南下し、食堂を西へすぐ。